# Heikki Kanninen

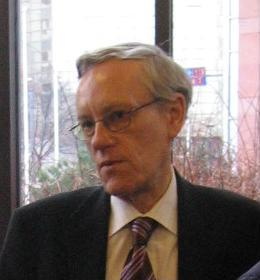
Kanninen (2007)

Heikki Kanninen (* 1952 in Helsinki) ist ein finnischer Jurist. Er ist Richter am Gericht der Europäischen Union.

## Leben und Wirken
Kanninen studierte zunächst Wirtschaft an der Wirtschaftshochschule Helsinki und anschließend an der Universität Helsinki, wo er 1978 einen ersten Abschluss machte. Ein anschließendes berufsbegleitendes Studium der Rechtswissenschaften an der Universität Helsinki schloss er 1988 ab. Bereits seit 1978 arbeitete er als Rechtsreferendar am obersten Verwaltungsgerichtshof Finnlands. Von 1979 bis 1981 war er Generalsekretär der von der finnischen Regierung eingesetzten Kommission für die Reform des Rechtsschutzes in der öffentlichen Verwaltung. Von 1984 bis 1985 wurde er Generalsekretär der Kommission für die Reform des Verwaltungsprozessrechts und wechselte anschließend als Berater in die Gesetzgebungsabteilung des finnischen Justizministeriums. Von 1991 bis 1993 war Kanninen Mitglied der Beschwerdekommission für Flüchtlinge. Anschließend wechselte er als Hilfskanzler an den Gerichtshof der Europäischen Freihandelsassoziation nach Genf. 1994 trat er in den Dienst des Gerichtshofs der Europäischen Gemeinschaften ein, wo er bis 1998 als Rechtsreferent dem Stab von Richter Leif Sevón angehörte. 1998 kehrte Kanninen nach Finnland zurück und wurde Richter am Obersten Verwaltungsgerichtshof Finnlands.
Kanninen war anschließend vom 6. Oktober 2005 bis zum 6. Oktober 2009 Richter am Gericht für den öffentlichen Dienst der Europäischen Union, zuletzt auch Kammerpräsident. Am 7. Oktober 2009 wurde er zum Richter am Gericht der Europäischen Union ernannt; auch dort war er nach mehrfacher Wiederwahl von November 2011 bis September 2022 Kammerpräsident. Von September 2013 bis September 2016 war er außerdem Vizepräsident des Gerichts der Europäischen Union.